# Cicindelina
Los cicindelinos (Cicindelina) son una subtribu de coleópteros adéfagos de la familia Carabidae.

## Géneros
Tiene los siguientes géneros:
- Abroscelis
- Antennaria
- Apteroessa
- Archidela
- Bennigsenium
- Brasiella
- Callytron
- Calomera
- Cephalota
- Chaetodera
- Cicindela
- Cratohaerea
- Cylindera
- Dromicoida
- Dromochorus
- Ellipsoptera
- Enantiola
- Eunota
- Eurymorpha
- Euzona
- Grandopronotalia
- Guineica
- Habrodera
- Habroscelimorpha
- Hypaetha
- Jansenia
- Leptognatha
- Lophyra
- Macfarlandia
- Manautea
- Micromentignatha
- Microthylax
- Myriochila
- Naviauxella
- Neocicindela
- Neolaphyra
- Notospira
- Opilidia
- Orthocindela
- Polyrhanis
- Prothymidia
- Rivacindela
- Salpingophora
- Sumlinia
- Thopeutica